# Iñigo Díaz
Iñigo Díaz Ibiricu, llamado Díaz, nacido en Pamplona (Navarra) el 16 de noviembre de 1983, pero afincado a Santacara, es un pelotari español de pelota vasca en la modalidad de mano.
Como aficionado destacan sus victorias en la Copa del Mundo de parejas de 2003 y, ya en 2004 sus victorias individuales en el GRAVN sub´22 y en el Torneo El Diario Vasco. 
En su palmarés profesional consta la victoria en el Campeonato del Cuatro y Medio de 2ª categoría de 2007.